# 刘岱 (沛国)

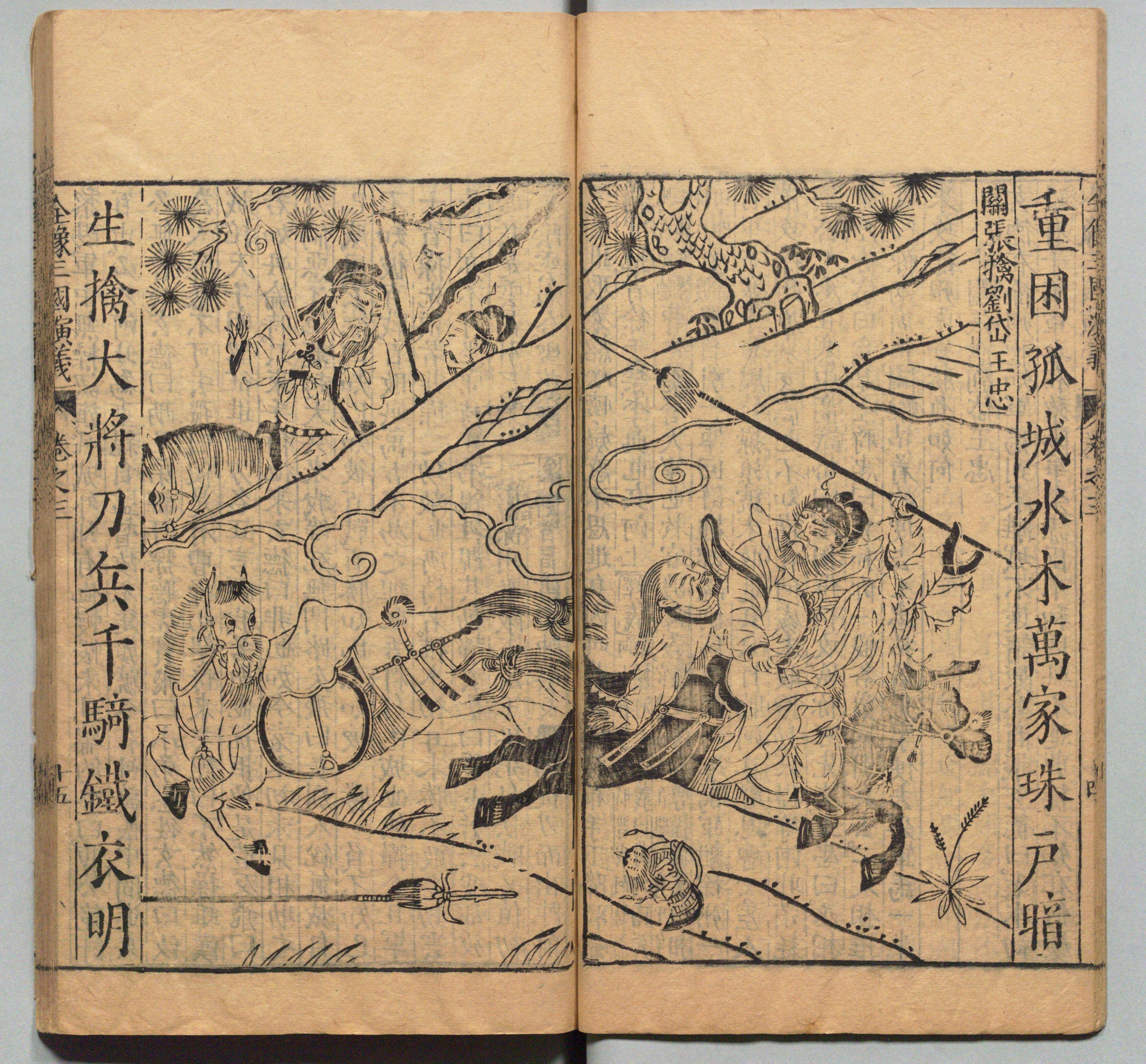
周曰校插图版《三国志通俗演义》中的关羽张飞擒拿刘岱王忠

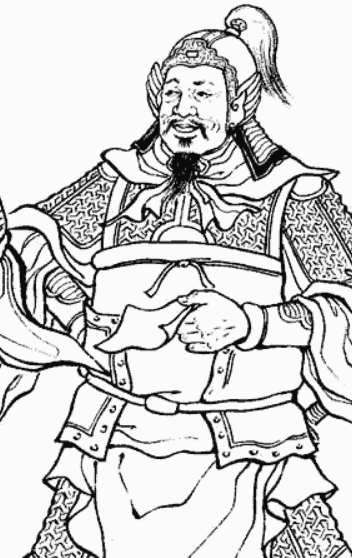
连环画《三国演义》（1957年版）中的刘岱画像

刘岱（？—？），字公山，沛國人，东汉末年曹操的部將。任曹操的司空長史，因跟隨曹操征戰有功勞，被封為列侯。建安四年劉備殺死下邳太守車冑，起兵反叛曹操，軍屯小沛。曹操派遣劉岱與扶風人王忠共同進攻劉備，沒有成功。

## 史料
《三國志·武帝紀》：「備之未東也，陰與董承等謀反，至下邳，遂殺徐州刺史車胄，舉兵屯沛。遣劉岱、王忠擊之，不克。」
裴松之注：「獻帝春秋曰：備謂岱等曰：『使汝百人來，其無如我何；曹公自來，未可知耳！』魏武故事曰：岱字公山，沛國人。以司空長史從征伐有功，封列侯。」